# Tage wie Jahre
Tage wie Jahre ist ein deutscher Kurzspielfilm aus dem Jahr 2008.
Der Film entstand ursprünglich als Übungsfilm an der Hochschule für Fernsehen und Film München in Zusammenarbeit mit dem Bayerischen Rundfunk. Er wurde bei den Internationalen Hofer Filmtagen 2008 gezeigt. Außerdem lief er regional im Kino sowie im November 2008 im Bayerischen Fernsehen.

## Handlung

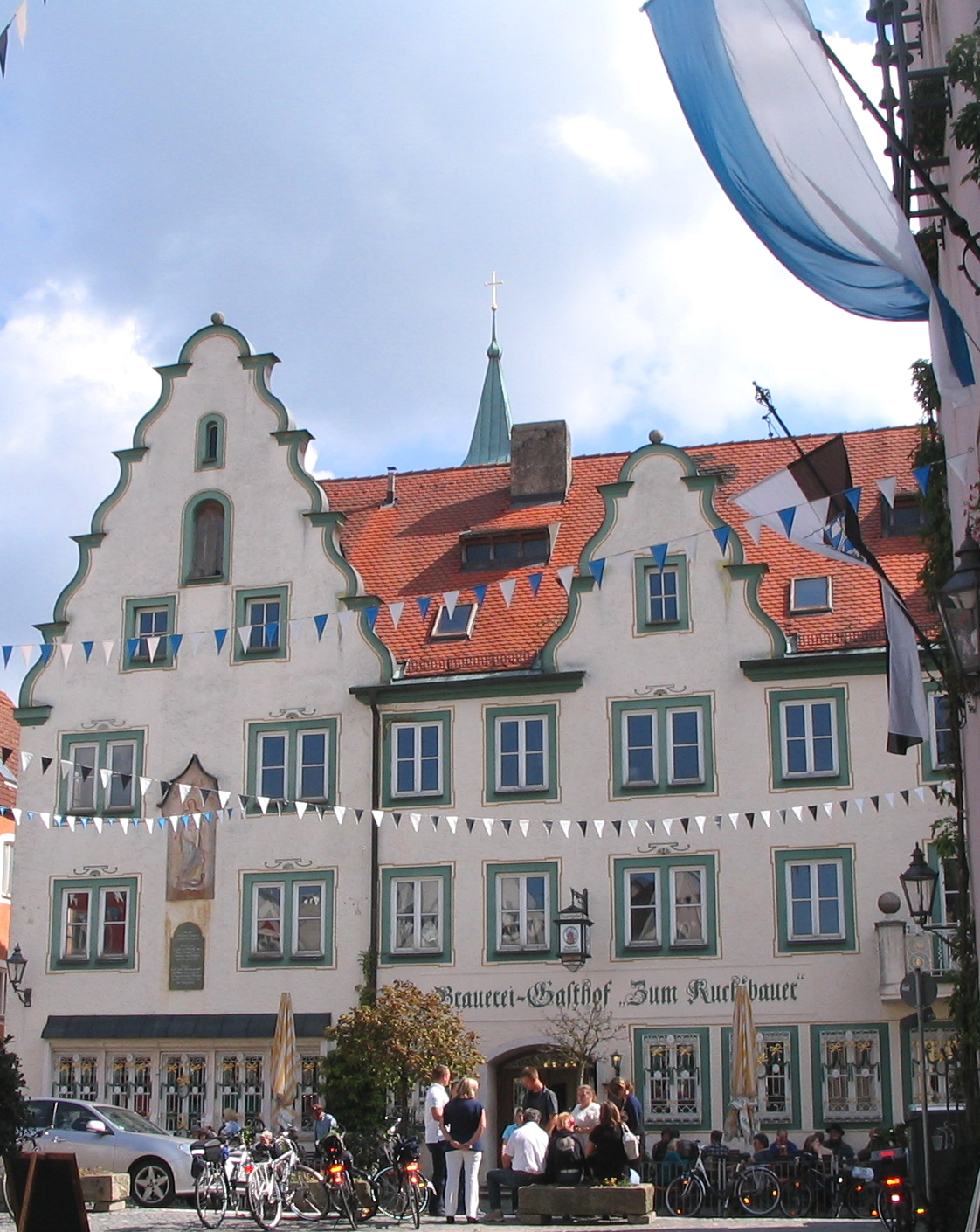
Die Szene mit dem Trauerzug wurde auf dem Marktplatz Abensberg gedreht

Die drei jugendlichen Schüler Quirinalis, Joker und Wursti leben in einer Kleinstadt in Niederbayern und engagieren sich für "die größte bayrische Selbsthilfegruppe für Außenseiter – die SPD". Kurz vor der Landtagswahl wollen sie der SPD zum Sieg verhelfen. Dazu kleben sie nicht nur Wahlplakate an, sondern haben sich auch eine besondere Aktion ausgedacht: Am Tag der Wahl wollen sie den Trauerzug für einen verstorbenen örtlichen Brauereibesitzer mit einem Transparent, Flugblättern sowie Lautsprecherdurchsagen stören. Dabei fällt das Transparent versehentlich auf den Sarg. Die drei Freunde werden verhaftet und sehen sich nun erst recht öffentlichen Anfeindungen ausgesetzt. Nach dem haushohen Wahlsieg der CSU und dementsprechend schlechten Abschneiden der SPD will Quirinalis nicht länger in der Heimat bleiben. Am Bahnhof erscheint ihm jedoch König Ludwig II. und stimmt ihn um.

## Sonstiges
Autor und Regisseur Konstantin Ferstl hat in seinem Drehbuch zahlreiche autobiographische Elemente verarbeitet, so zum Beispiel die Wahl seiner Heimat als Handlungsort oder seine eigene Mitgliedschaft in der SPD.
Die Dreharbeiten fanden im Herbst 2007 unter großer Unterstützung der örtlichen Bevölkerung im Landkreis Kelheim statt, vor allem in Abensberg und Kelheim selbst sowie Teilen von Neustadt an der Donau. Für die drei Hauptdarsteller war es die erste Filmrolle.
Ursprünglich sollten neben Ottfried Fischer und Olivia Pascal auch Elmar Wepper und Robert Giggenbach als Elternteile der Hauptfiguren mitspielen, was sich aber aus Termingründen nicht verwirklichen ließ. Der Regisseur Konstantin Ferstl wollte mit der Verwendung der Hauptdarsteller aus Irgendwie und Sowieso eine Parallele zwischen dem Erwachsenwerden rebellierender Jugendlicher "damals und heute" ziehen. Als weitere Anspielung auf diese Fernsehserie ist in Tage wie Jahre Wursti, der Filmsohn von Ottfried Fischer, genau wie seinerzeit "Sir Quickly" mit einem Motorroller unterwegs.
Im Jahr 2011 drehte Konstantin Ferstl den Spielfilm Trans Bavaria, der im ersten Teil zahlreiche inhaltliche Parallelen zu Tage wie Jahre aufweist. Die Rollen von Joker und Wursti wurden wieder von denselben Schauspielern verkörpert. Auch einige der Nebendarsteller waren wieder mit dabei. Die Hauptrolle des Quirinalis wurde neu besetzt.